# Clara Gerst
Clara Florinda Gerst (* 9. Mai 1987 in Köln) ist eine deutsche Film-, Fernseh- und Theaterschauspielerin.

## Karriere
Von 2000 bis 2002 nahm Clara Gerst am Schauspiel-Workshop Comedia Colonia teil. Sie erhielt privaten Schauspielunterricht von Estera Stenzel (2005–2006), Herbert Wandschneider (2009–2010) und Susanne Heck (2010). Gesangsunterricht nahm sie bei Katharina Hagopian (2005–2008) und Sabine Kühlich (2010).
2004 spielte Gerst in ihrem ersten Film Gefühlte Temperatur mit und hatte eine Rolle am Theater Schauspiel Köln. In den folgenden Jahren war sie in unterschiedlichen Rollen in Fernsehserien, wie SOKO Leipzig, Der Bulle von Tölz, Lindenstraße, Unter uns, Familie Dr. Kleist oder In aller Freundschaft, zu sehen. 2011 spielte sie im Kinofilm Der deutsche Freund mit und hatte 2013 eine Rolle als „Aquarella“ im Film Die kleine Meerjungfrau. Seit Oktober 2014 war sie in der Seifenoper Verbotene Liebe in der Rolle der Lara Cornelius zu sehen, die von 2000 bis 2002 bereits von Karoline Schuch dargestellt worden war.
Ab 2014 studierte sie Filmproduktion an der Deutschen Film- und Fernsehakademie Berlin und arbeitete nebenbei als Produktionskoordination, Produktionsleitung sowie Casterin für verschiedene TV- und Filmprojekte. 2020/21 arbeitete sie als Producerin. 2022 schloss sie ihr Studium mit dem Spielfilm Sprich mit mir ab, der beim Filmfestival Max Ophüls Preis 2023 Premiere feierte und mit dem sie beim First Steps Nachwuchspreis den No Fear Award gewann.
Clara Gerst wohnt in Berlin, sie arbeitet als freie Produzentin und Agentin.

## Filmografie (Auswahl)
- 2004: Gefühlte Temperatur (Kurzfilm)
- 2005: Die letzte Saison (Kurzfilm)
- 2005: Dreimaleins (Kurzfilm)
- 2006: SOKO Leipzig (Fernsehserie, Folge Heile Welt)
- 2006: Lindenstraße (Fernsehserie, Folge Supermann)
- 2006: Speed Dating (Kurzfilm)
- 2006: Heimat (Kurzfilm)
- 2006: Verbotene Liebe (Fernsehserie, Nebenrolle)
- 2007: Unter uns (Fernsehserie)
- 2007: Der Bulle von Tölz: Schonzeit
- 2008: 112 – Sie retten dein Leben (Fernsehserie)
- 2009: Familie Dr. Kleist (Fernsehserie)
- 2009: SOKO Köln (Fernsehserie, Folge Tod im Zoo)
- 2009: Scheidung für Fortgeschrittene (Film)
- 2009: Der Grenzgänger (Kurzfilm)
- 2010: In aller Freundschaft (Fernsehserie, Folge Bumerang)
- 2011: Herzflimmern (Fernsehserie)
- 2011: Amerika (Kurzfilm)
- 2011: Der deutsche Freund (Kinofilm)
- 2012: SOKO Köln (Fernsehserie, Folge Fischer gegen Fischer)
- 2012: Schafkopf – A bissel was geht immer (Fernsehserie, durchgehende Rolle)
- 2013: Ein Fall für die Anrheiner (Fernsehserie)
- 2013: Die kleine Meerjungfrau (Fernsehfilm)
- 2013: Inga Lindström (Fernsehserie, Folge Herz aus Eis)
- 2014: Heiter bis tödlich: Koslowski & Haferkamp (Fernsehserie, Gastrolle)
- 2014: Verbotene Liebe (Fernsehserie, durchgehende Rolle)
- 2015: In aller Freundschaft – Die jungen Ärzte (Fernsehserie, Folge Prinzipien)
- 2016: Notruf Hafenkante (Fernsehserie, Folge Bis zum Umfallen)
- 2019: Bettys Diagnose (Fernsehserie, Folge Neue Aussichten)
- 2020: Notruf Hafenkante (Fernsehserie, Folge Kopfjagd in Hamburg)
- 2020: SOKO Köln (Fernsehserie, Folge Wunschkinder)
- 2020: SOKO Wismar (Fernsehserie, Folge Ilse muss weg)
- 2023: Sprich mit mir (Spielfilm; als Produzentin)

## Theater (Auswahl)
- 2004: Schauspiel Köln: The Person you have called is temporarly not available
- 2009: Theater Tiefrot: Die Sanfte
- 2009: Theater Tiefrot: Liebesspiele